# Shorea oblongifolia
Shorea oblongifolia är en tvåhjärtbladig växtart som beskrevs av Thw.. Shorea oblongifolia ingår i släktet Shorea och familjen Dipterocarpaceae. Inga underarter finns listade i Catalogue of Life.